# Volta a Catalunya de 1982
La Volta a Catalunya de 1982 va ser 62a edició de la Volta Ciclista a Catalunya. Es disputà en 7 etapes del 8 al 15 de setembre de 1982 amb un total de 1249,3 km. El vencedor final fou el càntabre Alberto Fernández de l'equip Teka per davant de Pere Muñoz del Zor-Gemeaz, i de Julián Gorospe del Reynolds.
La segona i la setena etapes estaves dividides en dos sectors. Hi havia dos contrarellotges individuals, una al Pròleg de Platja d'Aro i l'altra al primer sector de la setena l'etapa a Cambrils.
Els temps del segon sector de la segona etapa, no contaven per la general i només valien les bonificacions.
Alberto Fernández aconseguia la victòria més important de la seva curta carrera.

## Etapes
| Etapa  | Data           | Ciutats d'etapa                   | km    | Vencedor de l'etapa       | Líder de la general       |
| ------ | -------------- | --------------------------------- | ----- | ------------------------- | ------------------------- |
| Pròleg | 8 de setembre  | Platja d'Aro – Platja d'Aro (CRI) | 3,8   | Daniel Gisiger (SUI)      | Daniel Gisiger (SUI)      |
| 1a     | 9 de setembre  | Platja d'Aro – Ogassa             | 177,3 | Josep Lluís Laguía (ESP)  | Daniel Gisiger (SUI)      |
| 2a A   | 10 de setembre | Ogassa – Mataró                   | 142,0 | Johan van der Velde (NED) | Serge Demierre (SUI)      |
| 2a B   | 10 de setembre | Barcelona – Barcelona             | 40,0  | Josep Lluís Laguía (ESP)  | Johan van der Velde (NED) |
| 3a     | 11 de setembre | Barcelona - Lleida                | 183,0 | Ludo Peeters (BEL)        | Johan van der Velde (NED) |
| 4a     | 12 de setembre | Lleida - Viella                   | 199,5 | Ángel Ocaña (ESP)         | Johan van der Velde (NED) |
| 5a     | 13 de setembre | El Pont de Suert - Manresa        | 196,5 | Ismael Lejarreta (ESP)    | Emanuele Bombini (ITA)    |
| 6a     | 14 de setembre | Manresa – Vilanova i la Geltrú    | 145,0 | Ludo Peeters (BEL)        | Pere Muñoz (ESP)          |
| 7a A   | 15 de setembre | Cambrils – Cambrils (CRI)         | 26,2  | Alberto Fernández (ESP)   | Alberto Fernández (ESP)   |
| 7a B   | 15 de setembre | Cambrils – Salou                  | 136,0 | Patrick Cocquyt (BEL)     | Alberto Fernández (ESP)   |

### Pròleg[1]
08-09-1982: Platja d'Aro – Platja d'Aro, 3,8 km. (CRI):
|   | Ciclista                | Equip              | Temps  |
| - | ----------------------- | ------------------ | ------ |
| 1 | Daniel Gisiger (SUI)    | Hoonved-Bottecchia | 5' 14" |
| 2 | Serge Demierre (SUI)    | Cilo-Aufina        | + 04"  |
| 3 | Alberto Fernández (ESP) | Teka               | + 07"  |

|   | Ciclista                | Equip              | Temps  |
| - | ----------------------- | ------------------ | ------ |
| 1 | Daniel Gisiger (SUI)    | Hoonved-Bottecchia | 5' 14" |
| 2 | Serge Demierre (SUI)    | Cilo-Aufina        | + 04"  |
| 3 | Alberto Fernández (ESP) | Teka               | + 07"  |

### 1a etapa[2]
09-09-1982: Platja d'Aro – Ogassa, 177,3:
|   | Ciclista                  | Equip      | Temps      |
| - | ------------------------- | ---------- | ---------- |
| 1 | Josep Lluís Laguía (ESP)  | Reynolds   | 5h 07' 04" |
| 2 | Ludo Peeters (BEL)        | TI-Raleigh | m. t.      |
| 3 | Johan van der Velde (NED) | TI-Raleigh | m. t.      |

|   | Ciclista                | Equip              | Temps      |
| - | ----------------------- | ------------------ | ---------- |
| 1 | Daniel Gisiger (SUI)    | Hoonved-Bottecchia | 5h 12' 18" |
| 2 | Serge Demierre (SUI)    | Cilo-Aufina        | + 04"      |
| 3 | Alberto Fernández (ESP) | Teka               | + 07"      |

### 2a etapa A[3]
10-09-1982: Ogassa – Mataró, 142,0 km.:
| Resultat de la 2a etapa A \| \| Ciclista \| Equip \| Temps \| \| - \| ------------------------- \| ----------- \| ---------- \| \| 1 \| Johan van der Velde (NED) \| TI-Raleigh \| 3h 19' 35" \| \| 2 \| Serge Demierre (SUI) \| Cilo-Aufina \| m. t. \| \| 3 \| Juan Fernández (ESP) \| Kelme \| + 43" \| |                           |             |            |
| | Ciclista                  | Equip       | Temps      |
| 1 | Johan van der Velde (NED) | TI-Raleigh  | 3h 19' 35" |
| 2 | Serge Demierre (SUI)      | Cilo-Aufina | m. t.      |
| 3 | Juan Fernández (ESP)      | Kelme       | + 43"      |

### 2a etapa B[3]
10-09-1982: Barcelona - Barcelona, 40,0 km.:
|   | Ciclista                 | Equip      | Temps             |
| - | ------------------------ | ---------- | ----------------- |
| 1 | Josep Lluís Laguía (ESP) | Reynolds   | 1h 10' 41" (-15") |
| 2 | Josep Recio (ESP)        | Kelme      | m. t. (-12")      |
| 3 | Eddy Vanhaerens (BEL)    | Safir-Marc | m. t. (-10")      |

|   | Ciclista                  | Equip       | Temps      |
| - | ------------------------- | ----------- | ---------- |
| 1 | Johan van der Velde (NED) | TI-Raleigh  | 8h 31' 57" |
| 2 | Serge Demierre (SUI)      | Cilo-Aufina | m. t.      |
| 3 | Alberto Fernández (ESP)   | Teka        | + 46"      |

### 3a etapa[4]
11-09-1982: Barcelona - Lleida, 183,0 km.:
|   | Ciclista                | Equip      | Temps      |
| - | ----------------------- | ---------- | ---------- |
| 1 | Ludo Peeters (BEL)      | TI-Raleigh | 4h 59' 51" |
| 2 | Michel Pollentier (BEL) | Safir-Marc | m. t.      |
| 3 | Celestí Prieto (ESP)    | Kelme      | m. t.      |

|   | Ciclista                  | Equip       | Temps       |
| - | ------------------------- | ----------- | ----------- |
| 1 | Johan van der Velde (NED) | TI-Raleigh  | 13h 31' 58" |
| 2 | Serge Demierre (SUI)      | Cilo-Aufina | m. t.       |
| 3 | Alberto Fernández (ESP)   | Teka        | + 36"       |

### 4a etapa[5]
12-09-1982: Lleida - Viella, 199,5 km.:
|   | Ciclista               | Equip              | Temps      |
| - | ---------------------- | ------------------ | ---------- |
| 1 | Ángel Ocaña (ESP)      | Zor-Gemeaz         | 6h 11' 21" |
| 2 | Serge Demierre (SUI)   | Cilo-Aufina        | + 01' 09"  |
| 3 | Emanuele Bombini (ITA) | Hoonved-Bottecchia | m. t.      |

|   | Ciclista                  | Equip       | Temps       |
| - | ------------------------- | ----------- | ----------- |
| 1 | Johan van der Velde (NED) | TI-Raleigh  | 19h 44' 28" |
| 2 | Serge Demierre (SUI)      | Cilo-Aufina | m. t.       |
| 3 | Alberto Fernández (ESP)   | Teka        | + 36"       |

### 5a etapa[6]
13-09-1982: El Pont de Suert - Manresa, 196,5 km. :
|   | Ciclista                | Equip       | Temps      |
| - | ----------------------- | ----------- | ---------- |
| 1 | Ismael Lejarreta (ESP)  | Teka        | 5h 13' 25" |
| 2 | Julius Thalmann (SUI)   | Cilo-Aufina | + 10' 37"  |
| 3 | Jacques Hanegraaf (NED) | TI-Raleigh  | m. t.      |

|   | Ciclista                  | Equip              | Temps       |
| - | ------------------------- | ------------------ | ----------- |
| 1 | Emanuele Bombini (ITA)    | Hoonved-Bottecchia | 25h 09' 31" |
| 2 | Johan van der Velde (NED) | TI-Raleigh         | + 36"       |
| 3 | Serge Demierre (SUI)      | Cilo-Aufina        | m. t.       |

### 6a etapa[7]
14-09-1982: Manresa – Vilanova i la Geltrú, 145,0 km.:
|   | Ciclista           | Equip       | Temps      |
| - | ------------------ | ----------- | ---------- |
| 1 | Ludo Peeters (BEL) | TI-Raleigh  | 3h 38' 58" |
| 2 | Hubert Seiz (SUI)  | Cilo-Aufina | m. t.      |
| 3 | Vicent Belda (ESP) | Kelme       | m. t.      |

|   | Ciclista                | Equip       | Temps       |
| - | ----------------------- | ----------- | ----------- |
| 1 | Pere Muñoz (ESP)        | Zor-Gemeaz  | 28h 49' 56" |
| 2 | Alberto Fernández (ESP) | Teka        | + 10"       |
| 3 | Hubert Seiz (SUI)       | Cilo-Aufina | + 01' 19"   |

### 7a etapa A[8]
15-09-1982: Cambrils – Cambrils, 26,2 km. (CRI):
| Resultat de la 7a etapa A \| \| Ciclista \| Equip \| Temps \| \| - \| ------------------------- \| ------------------ \| ------- \| \| 1 \| Alberto Fernández (ESP) \| Teka \| 33' 02" \| \| 2 \| Daniel Gisiger (SUI) \| Hoonved-Bottecchia \| +16" \| \| 3 \| Gerard Veldscholten (NED) \| TI-Raleigh \| +50" \| |                           |                    |         |
| | Ciclista                  | Equip              | Temps   |
| 1 | Alberto Fernández (ESP)   | Teka               | 33' 02" |
| 2 | Daniel Gisiger (SUI)      | Hoonved-Bottecchia | +16"    |
| 3 | Gerard Veldscholten (NED) | TI-Raleigh         | +50"    |

### 7a etapa B[8]
15-09-1982: Cambrils – Salou, 136,0 km.:
|   | Ciclista                | Equip       | Temps      |
| - | ----------------------- | ----------- | ---------- |
| 1 | Patrick Cocquyt (BEL)   | Safir-Marc  | 3h 37' 09" |
| 2 | Gilbert Glaus (SUI)     | Cilo-Aufina | +13' 35"   |
| 3 | Jacques Hanegraaf (NED) | TI-Raleigh  | m. t.      |

|   | Ciclista                | Equip      | Temps       |
| - | ----------------------- | ---------- | ----------- |
| 1 | Alberto Fernández (ESP) | Teka       | 33h 13' 53" |
| 2 | Pere Muñoz (ESP)        | Zor-Gemeaz | + 51"       |
| 3 | Julián Gorospe (ESP)    | Reynolds   | + 02' 12"   |

## Classificació General
|    | Ciclista                  | Equip              | Temps       |
| -- | ------------------------- | ------------------ | ----------- |
| 1  | Alberto Fernández (ESP)   | Teka               | 33h 13' 53" |
| 2  | Pere Muñoz (ESP)          | Zor-Gemeaz         | + 51"       |
| 3  | Julián Gorospe (ESP)      | Reynolds           | + 02' 12"   |
| 4  | Hubert Seiz (SUI)         | Cilo-Aufina        | + 03' 10"   |
| 5  | Vicent Belda (ESP)        | Kelme              | + 04' 35"   |
| 6  | Faustino Rupérez (ESP)    | Zor-Gemeaz         | + 09' 06"   |
| 7  | Emanuele Bombini (ITA)    | Hoonved-Bottecchia | + 09' 08"   |
| 8  | Serge Demierre (SUI)      | Cilo-Aufina        | + 09' 57"   |
| 9  | Johan van der Velde (NED) | TI-Raleigh         | + 09' 57"   |
| 10 | Steven Rooks (NED)        | TI-Raleigh         | + 09' 58"   |

## Classificacions secundàries
|   | Ciclista                 | Equip      | Punts    |
| - | ------------------------ | ---------- | -------- |
| 1 | Pere Muñoz (ESP)         | Zor-Gemeaz | 51 punts |
| 2 | Vicent Belda (ESP)       | Kelme      | 39 punts |
| 3 | Ángel de las Heras (ESP) | Kelme      | 34 punts |

|   | Ciclista               | Equip      | Punts    |
| - | ---------------------- | ---------- | -------- |
| 1 | Patrick Cocquyt (BEL)  | Safir-Marc | 37 punts |
| 2 | Johan Lammerts (NED)   | TI-Raleigh | 13 punts |
| 3 | Ismael Lejarreta (ESP) | Teka       | 11 punts |

|   | Ciclista                  | Equip              | Punts    |
| - | ------------------------- | ------------------ | -------- |
| 1 | Johan van der Velde (NED) | TI-Raleigh         | 36 punts |
| 2 | Ludo Peeters (BEL)        | TI-Raleigh         | 30 punts |
| 3 | Emanuele Bombini (ITA)    | Hoonved-Bottecchia | 28 punts |

|   | Equip       | Nacionalitat  | Temps        |
| - | ----------- | ------------- | ------------ |
| 1 | TI-Raleigh  | Països Baixos | 103h 29' 37" |
| 2 | Cilo-Aufina | Suïssa        | + 50"        |
| 3 | Zor-Gemeaz  | Espanya       | + 1' 09"     |